# GUK1
Guanylate kinase là enzyme ở người được mã hóa bởi gen GUK1.